# Pterolophia birmanica
Pterolophia birmanica är en skalbaggsart som beskrevs av Stephan von Breuning 1947. Pterolophia birmanica ingår i släktet Pterolophia och familjen långhorningar.
Artens utbredningsområde är Myanmar. Inga underarter finns listade i Catalogue of Life.